# Sorbus wilsoniana
Sorbus wilsoniana är en rosväxtart som beskrevs av Camillo Karl Schneider. Sorbus wilsoniana ingår i släktet oxlar, och familjen rosväxter. Inga underarter finns listade i Catalogue of Life.